# Martina Gerlach
Martina Gerlach (* 15. März 1954 in Stuttgart) ist eine deutsche Juristin und ehemalige politische Beamtin. Sie war vom 19. Dezember 2016 bis zum 31. Juli 2019 Staatssekretärin in der Berliner Senatsverwaltung für Justiz, Verbraucherschutz und Antidiskriminierung.

## Biografie
Martina Gerlach studierte nach dem Abitur 1973 an der Universität Tübingen bis 1981 Rechtswissenschaften. Nach dem Referendariat legte sie 1981 das zweite juristische Staatsexamen ab. Sie trat 1982 in den Berliner Justizdienst. Dort war sie als Richterin am Amtsgericht Charlottenburg tätig und wurde mit Wirkung vom 20. März 1986 zur Richterin auf Lebenszeit ernannt. Mit Wirkung vom 20. Oktober 2003 wurde Gerlach zur Richterin am Berliner Berliner Kammergericht ernannt, wo sie bis 2006 wirkte. Danach wechselte sie an das Amtsgericht Lichtenberg, zu dessen Vizepräsidentin sie zum 1. September 2006 ernannt wurde. 2011 erfolgte der Wechsel zum Amtsgericht Pankow/Weißensee, wo sie mit Wirkung vom 2. Mai 2011 zu dessen Präsidentin ernannt wurde. Nach den Wahlen zum Berliner Abgeordnetenhaus im September 2016 wurde sie in der Senatsverwaltung für Justiz, Verbraucherschutz und Antidiskriminierung unter Senator Dirk Behrendt zur Staatssekretärin ernannt und war für Justiz zuständig. Anfang August 2019 wurde sie in den Ruhestand verabschiedet.